# Palau de les Facetes
El Palau de les Facetes (en rus Грановитая Палата, Granovítaia Palata) és un petit palau situat al recinte del Kremlin de Moscou, dins el qual hi ha la sala principal de banquets dels tsars moscovites.
Anomenat així per la seva distintiva façana de pedra tallada, el Palau de les Facetes és tot el que queda d'un palau reial anterior més gran, fet construir per Ivan III el 1485 i finalitzat sis anys després. El Palau de les Facetes és obra de dos arquitectes renaixentistes italians, Marco Ruffo i Pietro Solario. El primer pis del palau alberga la sala principal i l'anomenat Vestíbul Sagrat. Ambdós estan decorats amb rics frescs i escultures daurades. La sala principal, amb sostre de volta, ocupa uns 500 m². Va servir com a saló del tron i com a sala de banquets durant els segles xvi i xvii per a l'ús dels tsars, i ara s'utilitza per fer-hi recepcions.
A la façana sud del palau es troba el Porxo Vermell (cal recordar que el mot que es fa servir en rus per al color vermell, krasni, també vol dir 'bonic'), també conegut com l'Escala Vermella. Els tsars baixaven per l'escala del porxo quan es dirigien a la catedral de la Dormició per a les seves coronacions. La darrera processó va tenir lloc el 1896 amb la coronació de Nicolau II. Durant la revolta dels Streltsí del 1682, diversos parents de Pere el Gran foren llançats daltabaix de l'escala sobre les piques del cos de guàrdia. Enderrocada per Stalin durant la dècada del 1930, l'escalinata tornà a ser reconstruïda el 1994.